# Juan Heredia Moreno
Juan Heredia Moreno (Almodóvar del Río, 24 de abril de 1942 – Palma de Mallorca, 8 de octubre de 2018) fue un jugador español, que jugó en la posición portero. Jugó casi toda su carrera en el Mallorca.
Formado en el equipo de su pueblo, el Almodóvar, fichó por el Juvenil Sevilla. De ahí fue cedido al Adra, equipo almeriense de Tercera División, donde militó durante tres temporadas (1960 al 1963) y posteriormente al Real Jaén (también en Tercera) de 1963 a 1966. En junio de 1966, Heredia ficharía por el Mallorca, club en el que militó durante once temporadas, la mayoría en Segunda División y una de ellas en Primera (1969-70), donde jugó 16 partidos. En 1975-76 jugaría en el Melilla y volvería al club balear para jugar dos temporadas más (1976-77 y 1977-78). Se retiraría en el Binisalem de Tercera División en la temporada 1980-81.